# Margherita Granbassi
Margherita Granbassi (ur. 1 września 1979 w Trieście) – włoska florecistka, dwukrotna medalistka igrzysk olimpijskich, wielokrotna medalistka mistrzostw świata Europy.
Na igrzyskach olimpijskich w Atenach w 2004 roku była dziesiąta w zawodach indywidualnych. Na rozgrywanych cztery lata później igrzyskach olimpijskich w Pekinie wywalczyła indywidualnie brązowy medal, plasując się za rodaczką, Valentiną Vezzali i Nam Hyun-hee z Korei Południowej. Na tej samej imprezie reprezentacja Włoch w składzie: Margherita Granbassi, Ilaria Salvatori, Giovanna Trillini i Valentina Vezzali zdobyła brązowy medal drużynowo. 
Podczas mistrzostw świata w Nowym Jorku w 2004 roku wspólnie z Giovanną Trillini, Valentiną Vezzali i Elisą Di Franciscą zdobyła złoty medal w rywalizacji drużynowej. W tej samej konkurencji zdobyła srebrny medal na mistrzostwach świata w Turynie dwa lata później. Zdobyła tam również złoty medal indywidualnie, pokonując w finale Vezzali. Następnie zdobyła srebrne medale w obu konkurencjach podczas mistrzostw świata w Petersburgu w 2007 roku. W finale rywalizacji indywidualnej przegrała z Vezzali. Ponadto wspólnie z Valentiną Vezzali, Elisą Di Franciscą i Arianną Errigo zdobyła złoty medal drużynowo na mistrzostwach świata w Antalyi w 2009 roku.
Wielokrotnie zdobywała też medale mistrzostw Europy, w tym złote drużynowo na mistrzostwach Europy w Koblencji w 2001 roku i mistrzostwach Europy w Zalaegerszeg w 2005 roku.

## Osiągnięcia
| Rok  | Zawody               | Miasto       | Miejsce | Konkurencja  |
| ---- | -------------------- | ------------ | ------- | ------------ |
| 2001 | Mistrzostwa Europy   | Koblencja    | 1       | floret druż. |
| 2003 | Mistrzostwa Europy   | Bourges      | 2       | floret druż. |
| 2004 | Mistrzostwa Europy   | Kopenhaga    | 3       | floret druż. |
| 2004 | Mistrzostwa świata   | Nowy Jork    | 1       | floret druż. |
| 2004 | Igrzyska olimpijskie | Ateny        | 10      | floret       |
| 2005 | Mistrzostwa Europy   | Zalaegerszeg | 1       | floret druż. |
| 2006 | Mistrzostwa świata   | Turyn        | 1.      | floret       |
| 2006 | Mistrzostwa świata   | Turyn        | 2       | floret druż. |
| 2007 | Mistrzostwa Europy   | Gandawa      | 3       | floret       |
| 2007 | Mistrzostwa Europy   | Gandawa      | 3       | floret druż. |
| 2007 | Mistrzostwa świata   | Petersburg   | 2       | floret       |
| 2008 | Igrzyska olimpijskie | Pekin        | 3       | floret       |
| 2009 | Mistrzostwa świata   | Antalya      | 1       | floret druż. |